# Sycaonia foersteri
Sycaonia foersteri là một loài tò vò trong họ Ichneumonidae.